# Messier 88
M88 (Messier 88 / NGC 4501) is een spiraalstelsel in het sterrenbeeld Hoofdhaar (Coma Berenices). Het hemelobject werd in 1781 door Charles Messier ontdekt. M88 is een lid van de Virgocluster en staat op ongeveer 60 miljoen lichtjaar van de Aarde. Het stelsel beweegt zich van ons af met een snelheid van ongeveer 2000 km/s.